# Península Hardy

Mapa de la isla Hoste en el que se observa, abajo a la derecha, la península Hardy

La península Hardy es uno de los lugares más meridionales de Sudamérica. Está ubicado en Chile, en el extremo sur de la isla Hoste, perteneciente a la comuna de Cabo de Hornos, en la Provincia Antártica Chilena, a su vez parte de la XII Región de Magallanes y de la Antártica Chilena. En ella se encuentra el falso Cabo de Hornos. La península pertenece al parque nacional Alberto de Agostini, al sur de la isla Grande de Tierra del Fuego.
- Datos: Q5656618